# Mononcholaimus setosus
Mononcholaimus setosus är en rundmaskart som beskrevs av Hans August Kreis 1932. Mononcholaimus setosus ingår i släktet Mononcholaimus och familjen Oncholaimidae. Inga underarter finns listade i Catalogue of Life.